# Schefflera leroyiana
Schefflera leroyiana är en araliaväxtart som beskrevs av Chih Bei Shang. Schefflera leroyiana ingår i släktet Schefflera och familjen araliaväxter.
Artens utbredningsområde är Vietnam. Inga underarter finns listade.